# روث وايت
روث (بيركلي) وايت كانت من أوائل البهائيين الأمريكيين الذين أثارت مواقفهم الجدل داخل المجتمع البهائي، وذلك بسبب تشكيكها في وصية عبد البهاء، وهي إحدى الوثائق المركزية التي تُعتبر أساسًا لنظام الإدارة البهائية الحديثة. رفضت روث وايت سلطة شوقي أفندي، الذي عُيِّن في الوصية كـولي أمر الدين البهائي، وشككت في صحة الوثيقة التي نصّت على خلافته. نتيجة لذلك، اعتبرها شوقي أفندي ناقضة للعهد، وهو مصطلح يُطلق على من ينكر أو يعارض القيادة الشرعية المعترف بها في الديانة البهائية.
التقت روث بعبد البهاء في عام 1912 في أمريكا، ثم التقت به مرة أخرى في عام 1920 عندما ذهبت للحج إلى حيفا. عندما توفي عبد البهاء في عام 1921، ترك وصية حددت فيها شوقي أفندي باعتباره الشخص الذي ينبغي للبهائيين أن يلجأوا إليه للحصول على التوجيه. لقد عارضت هذا التعيين، وذهبت إلى حد الادعاء بأن الوصية مزورة. وكان ادعائها مبنيًا جزئيًا على اعتقادها بأن عبد البهاء لن يدعو أبدًا إلى إنشاء التسلسل الهرمي، ناهيك عن إنشاء "بابوية".
خلال فترة معارضتها، كتبت روث عدة رسائل إلى الجمعية الروحية الوطنية للبهائيين في الولايات المتحدة وكندا معترضة على شوقي أفندي وفكرة الجمعيات الروحية. وكتبت رسالة إلى المدير العام للبريد في الولايات المتحدة تطلب فيها عدم السماح للجمعية الروحية الوطنية باستخدام نظام البريد، وكتبت أيضًا إلى المفوض السامي لفلسطين بشكاوى بشأن شوقي أفندي.
استأجر وايت عالم الجريمة تشارلز أينسورث ميتشل لمراجعة نسخ مصورة من الوصية الأصلية لعبد البهاء في محاولة لإثبات أنها مزورة. لم يكن وايت ولا ميتشل قادرين على قراءة اللغة الفارسية، ولم يقبل العديد من البهائيين المعارضين لشوقي أفندي، مثل أحمد سهراب، ادعاءاتها بالتزوير.
وقد صُنف روث على أنها منتهكة للعهد من قبل شوقي أفندي، و طُردت من الكنيسة في وقت ما بعد عام 1926 عندما أصبح مدى معارضتها واضحًا.

## أعمال
- White, Ruth (1929). Is the Bahai Organization the Enemy of the Bahai Religion?. New York City, USA: J.J. Little and Ives Company. مؤرشف من الأصل في 2022-02-05.
- ʻAbdu'l-Bahá's Alleged Will is Fraudulent, 1930.
- Correspondence Between the High Commissioner of Palestine and Ruth White, Concerning the Alleged Will and Testament of Sir ʻAbdul-Bahá ʻAbbas . 11. Los Angeles, Calif. : White, 1932.
- Baháʼí Leads out of the Labyrinth. New York: Universal Publishing Company, 132 E 65th Street, New York, 1944. Digitally republished, East Lansing, Mi.: H-Bahai, 2004.
- White, Ruth (1946). Abdul Baha's Questioned Will and Testament. Beverly Hills, California, USA: J.J. Little and Ives Company. مؤرشف من الأصل في 2023-03-25.

## قراءة إضافية
- البهائيون في المنفى، رواية عن أتباع بهاء الله خارج الديانة البهائية السائدة بقلم فيرنون إلفين جونسون.[5]